# Matheus Cunha
Matheus Santos Carneiro da Cunha (João Pessoa, Paraíba, 27 de mayo de 1999), conocido deportivamente como Matheus Cunha, es un futbolista brasileño que juega de delantero en el Manchester United F. C. de la Premier League.

## Trayectoria

### Inicios y F. C. Sion
Tuvo sus inicios en las categorías inferiores del Coritiba. Para la temporada 2017-18 se da su llegada al F. C. Sion. Su debut con el club suizo se da el 27 de julio ante el FK Sūduva Marijampolė en un partido de clasificación de la Liga Europa de la UEFA, Cunha arrancó como titular y salió de cambio al minuto 58', al final su equipo terminó cayendo por marcador de 3-0.

### Alemania
El 24 de junio de 2018 se confirmó su traspaso al R. B. Leipzig por una cantidad de €15 000 000.
El 31 de enero de 2020 el Hertha de Berlín anunció su fichaje firmando un contrato de larga duración.

### Atlético de Madrid
Tras tres años en el fútbol alemán, el 25 de agosto de 2021 se hizo oficial su fichaje por el Club Atlético de Madrid para las siguientes cinco temporadas.

### Inglaterra
El 25 de diciembre de 2022 se anunció su incorporación al Wolverhampton Wanderers F. C. inglés a partir del 1 de enero en calidad de cedido para lo que restaba de la temporada 2022-23. El acuerdo incluía una opción de compra que era obligatoria si se cumplían determinadas condiciones. El 5 de enero de 2023 debutó con el Wolverhampton en un empate 1-1 ante el Aston Villa, válido por la Premier League. Su primer gol con los Wolves llegó en una derrota por 4-2 en casa ante el Leeds United el 18 de marzo.
Finalizó su segunda temporada, la 2023-24, marcando 14 goles y dando ocho asistencias en 36 partidos. La siguiente, en el mismo número de encuentros, anotó 17 goles y dio seis asistencias.
El 1 de junio de 2025 se anunció un acuerdo para fichar por el Manchester United F. C. sujeto al visado y el registro. Este se completó el día 12 del mismo mes y firmó hasta junio de 2030. Fue el primer brasileño en vestir la camiseta número 10 del club. Debutó con la camiseta roja el 19 de julio, en un partido de pretemporada, un empate 0-0 con el Leeds United en Estocolmo.

## Selección nacional

### Sub-23
Fue incluido en la lista final para el Preolímpico Sudamericano.
El 17 de junio de 2021 fue incluido en la lista final de Brasil para disputar el Torneo de fútbol de los Juegos Olímpicos Tokio 2020.

### Absoluta
El 2 de septiembre de 2021 debutó con la selección absoluta en un encuentro de clasificación para el Mundial 2022 ante Chile que finalizó con triunfo brasileño por cero a uno.

### Participaciones en selección nacional
| Torneo                              | Categoría | Sede     | Resultado  | Partidos | Goles |
| ----------------------------------- | --------- | -------- | ---------- | -------- | ----- |
| Torneo Esperanzas de Toulon de 2019 | Sub-22    | Francia  | Campeón    | 5        | 4     |
| Preolímpico Sudamericano            | Sub-23    | Colombia | Subcampeón | 5        | 5     |
| Juegos Olímpicos Tokio 2020         | Sub-23    | Tokio    | Campeón    | 5        | 3     |

## Estadísticas

### Clubes
Actualizado al último partido disputado el 17 de agosto de 2025.
| Club                                     | Div.          | Temporada     | Liga  | Liga  | Liga   | Copas nacionales | Copas nacionales | Copas nacionales | Copas internacionales | Copas internacionales | Copas internacionales | Total | Total | Total  | Media goleadora |
| Club                                     | Div.          | Temporada     | Part. | Goles | Asist. | Part.            | Goles            | Asist.           | Part.                 | Goles                 | Asist.                | Part. | Goles | Asist. | Media goleadora |
| ---------------------------------------- | ------------- | ------------- | ----- | ----- | ------ | ---------------- | ---------------- | ---------------- | --------------------- | --------------------- | --------------------- | ----- | ----- | ------ | --------------- |
| F. C. Sion · Suiza                       | 1.ª           | 2017-18       | 29    | 10    | 6      | 1                | 0                | 0                | 2                     | 0                     | 0                     | 32    | 10    | 6      | 0.31            |
| F. C. Sion · Suiza                       | Total club    | Total club    | 29    | 10    | 6      | 1                | 0                | 0                | 2                     | 0                     | 0                     | 32    | 10    | 6      | 0.31            |
| R. B. Leipzig · Alemania                 | 1.ª           | 2018-19       | 25    | 2     | 1      | 2                | 1                | 0                | 12                    | 6                     | 1                     | 39    | 9     | 2      | 0.23            |
| R. B. Leipzig · Alemania                 | 1.ª           | 2019-20       | 10    | 0     | 1      | 1                | 0                | 0                | 2                     | 0                     | 0                     | 13    | 0     | 1      | 0               |
| R. B. Leipzig · Alemania                 | Total club    | Total club    | 35    | 2     | 2      | 3                | 1                | 0                | 14                    | 6                     | 1                     | 52    | 9     | 3      | 0.17            |
| Hertha de Berlín · Alemania              | 1.ª           | 2019-20       | 11    | 5     | 0      | 0                | 0                | 0                | —                     | —                     | —                     | 11    | 5     | 0      | 0.45            |
| Hertha de Berlín · Alemania              | 1.ª           | 2020-21       | 27    | 7     | 4      | 1                | 1                | 2                | —                     | —                     | —                     | 28    | 8     | 6      | 0.29            |
| Hertha de Berlín · Alemania              | 1.ª           | 2021-22       | 1     | 0     | 1      | 0                | 0                | 0                | —                     | —                     | —                     | 1     | 0     | 1      | 0               |
| Hertha de Berlín · Alemania              | Total club    | Total club    | 39    | 12    | 5      | 1                | 1                | 2                | 0                     | 0                     | 0                     | 40    | 13    | 7      | 0.33            |
| Atlético de Madrid · España              | 1.ª           | 2021-22       | 29    | 6     | 4      | 3                | 1                | 0                | 5                     | 0                     | 0                     | 37    | 7     | 4      | 0.19            |
| Atlético de Madrid · España              | 1.ª           | 2022-23       | 11    | 0     | 2      | 1                | 0                | 0                | 5                     | 0                     | 0                     | 17    | 0     | 2      | 0               |
| Atlético de Madrid · España              | Total club    | Total club    | 40    | 6     | 6      | 4                | 1                | 0                | 10                    | 0                     | 0                     | 54    | 7     | 6      | 0.13            |
| Wolverhampton Wanderers F. C. Inglaterra | 1.ª           | 2022-23       | 17    | 2     | 0      | 3                | 0                | 2                | ―                     | ―                     | ―                     | 20    | 2     | 2      | 0.1             |
| Wolverhampton Wanderers F. C. Inglaterra | 1.ª           | 2023-24       | 32    | 12    | 7      | 4                | 2                | 1                | ―                     | ―                     | ―                     | 36    | 14    | 8      | 0.39            |
| Wolverhampton Wanderers F. C. Inglaterra | 1.ª           | 2024-25       | 33    | 15    | 6      | 3                | 2                | 0                | ―                     | ―                     | ―                     | 36    | 17    | 6      | 0.47            |
| Wolverhampton Wanderers F. C. Inglaterra | Total club    | Total club    | 82    | 29    | 13     | 10               | 4                | 3                | 0                     | 0                     | 0                     | 92    | 33    | 16     | 0.36            |
| Manchester United F. C. Inglaterra       | 1.ª           | 2025-26       | 1     | 0     | 0      | 0                | 0                | 0                | ―                     | ―                     | ―                     | 1     | 0     | 0      | 0               |
| Manchester United F. C. Inglaterra       | Total club    | Total club    | 1     | 0     | 0      | 0                | 0                | 0                | 0                     | 0                     | 0                     | 1     | 0     | 0      | 0               |
| Total carrera                            | Total carrera | Total carrera | 226   | 59    | 32     | 19               | 7                | 5                | 26                    | 6                     | 1                     | 271   | 72    | 38     | 0.27            |

### Selección nacional
Actualizado al último partido jugado el 10 de junio de 2025.
| Selección         | Año   | Eliminatorias | Eliminatorias | Eliminatorias | Continental(1) | Continental(1) | Continental(1) | Mundial(2) | Mundial(2) | Mundial(2) | Amistosos | Amistosos | Amistosos | Total | Total | Total  | Media goleadora |
| Selección         | Año   | Part.         | Goles         | Asist.        | Part.          | Goles          | Asist.         | Part.      | Goles      | Asist.     | Part.     | Goles     | Asist.    | Part. | Goles | Asist. | Media goleadora |
| ----------------- | ----- | ------------- | ------------- | ------------- | -------------- | -------------- | -------------- | ---------- | ---------- | ---------- | --------- | --------- | --------- | ----- | ----- | ------ | --------------- |
| Sub-20 · Brasil   | 2018  | —             | —             | —             | —              | —              | —              | —          | —          | —          | 2         | 1         | 0         | 2     | 1     | 0      | 0.50            |
| Sub-20 · Brasil   | Total | 0             | 0             | 0             | 0              | 0              | 0              | 0          | 0          | 0          | 2         | 1         | 0         | 2     | 1     | 0      | 0.50            |
| Sub-23 · Brasil   | 2019  | —             | —             | —             | —              | —              | —              | —          | —          | —          | 11        | 9         | 5         | 11    | 9     | 5      | 0.82            |
| Sub-23 · Brasil   | 2020  | —             | —             | —             | 5              | 5              | 0              | —          | —          | —          | 2         | 2         | 1         | 7     | 7     | 1      | 1               |
| Sub-23 · Brasil   | 2021  | —             | —             | —             | —              | —              | —              | 5          | 3          | 1          | 1         | 2         | 1         | 6     | 5     | 2      | 0.83            |
| Sub-23 · Brasil   | Total | 0             | 0             | 0             | 5              | 5              | 0              | 5          | 3          | 1          | 14        | 13        | 7         | 24    | 21    | 8      | 0.88            |
| Absoluta · Brasil | 2021  | 4             | 0             | 0             | —              | —              | —              | —          | —          | —          | —         | —         | —         | 4     | 0     | 0      | 0               |
| Absoluta · Brasil | 2022  | 2             | 0             | 0             | —              | —              | —              | —          | —          | —          | 2         | 0         | 0         | 4     | 0     | 0      | 0               |
| Absoluta · Brasil | 2023  | 3             | 0             | 0             | —              | —              | —              | —          | —          | —          | —         | —         | —         | 3     | 0     | 0      | 0               |
| Absoluta · Brasil | 2024  | —             | —             | —             | —              | —              | —              | —          | —          | —          | —         | —         | —         | 0     | 0     | 0      | 0               |
| Absoluta · Brasil | 2025  | 4             | 1             | 1             | —              | —              | —              | —          | —          | —          | —         | —         | —         | 4     | 1     | 1      | 0.25            |
| Absoluta · Brasil | Total | 13            | 1             | 1             | 0              | 0              | 0              | 0          | 0          | 0          | 2         | 0         | 0         | 15    | 1     | 1      | 0.06            |
| Total             | Total | 13            | 1             | 1             | 5              | 5              | 0              | 5          | 3          | 1          | 16        | 14        | 7         | 41    | 23    | 9      | 0.56            |

## Palmarés

### Títulos internacionales
| Título                    | Club (*)        | Sede  | Año  |
| ------------------------- | --------------- | ----- | ---- |
| Torneo Olímpico de Fútbol | Brasil olímpica | Tokio | 2020 |

(*) Incluyendo la selección.

### Distinciones individuales
| Distinción                                             | Año  |
| ------------------------------------------------------ | ---- |
| Máximo goleador del Torneo Maurice Revello (4 goles)   | 2019 |
| Máximo goleador del Preolímpico Sudamericano (5 goles) | 2020 |